# Troféu Pantalica
O Troféu Pantalica, foi uma corrida ciclista italiana disputada na Sicília.
Criada em 1975, não se disputou mais desde o ano 2003. Estava organizada pela RCS Sport, quem organiza entre outras o Giro d'Italia. Giuseppe Saronni tem o recorde de vitórias com cinco primeiros postos.

## Palmarés

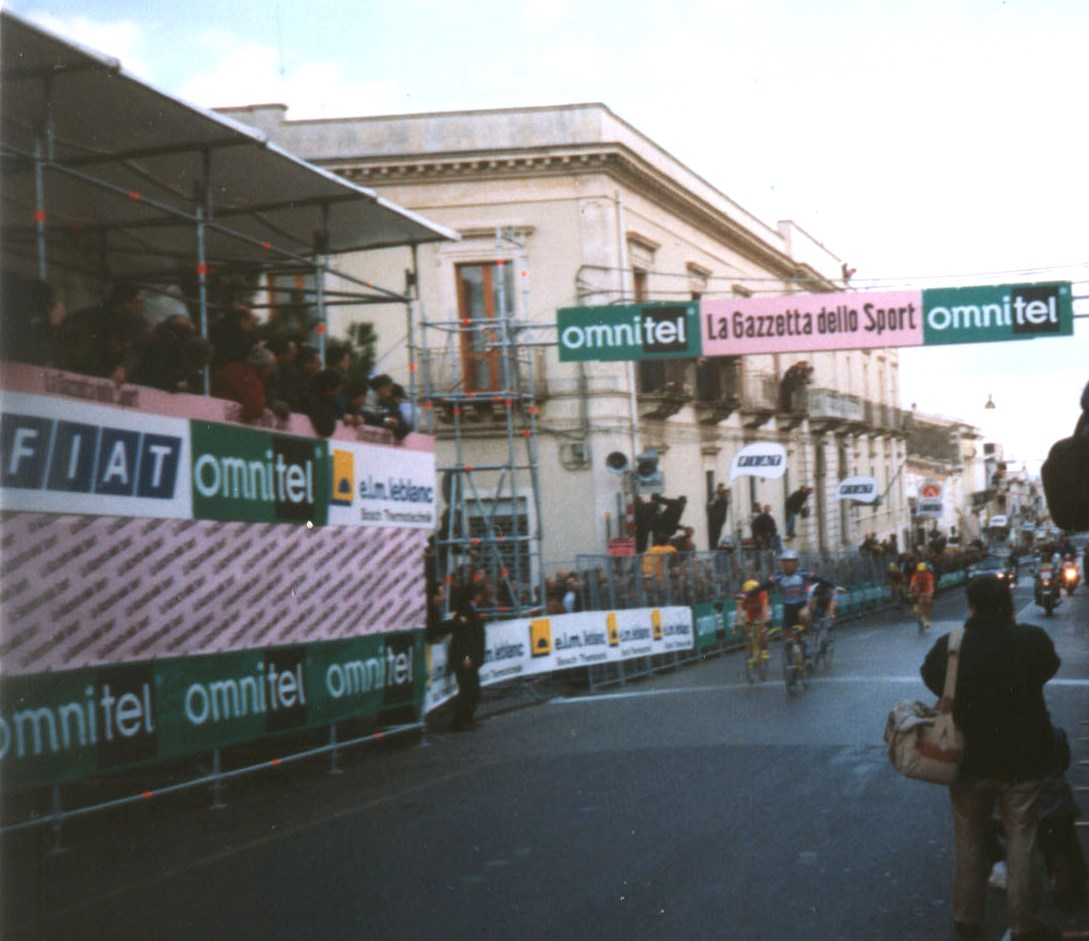
Chegada do Troféu Pantalica em 1999

| Ano  | Ganhador                       | Segundo               | Terceiro                 |
| ---- | ------------------------------ | --------------------- | ------------------------ |
| 1975 | Roger De Vlaeminck             | Francesco Moser       | Constantino Conti        |
| 1976 | Francesco Moser                | Roger De Vlaeminck    | Pierino Gavazzi          |
| 1977 | Giuseppe Saronni               | Enrico Paolini        | Wilmo Francioni          |
| 1978 | Giuseppe Saronni               | Wladimiro Panizza     | Knut Knudsen             |
| 1979 | Giovanni Battaglin             | Palmiro Masciarelli   | Gianbattista Baronchelli |
| 1980 | Giuseppe Saronni               | Francesco Moser       | Knut Knudsen             |
| 1981 | Tommy Prim                     | Wladimiro Panizza     | Silvano Contini          |
| 1982 | Giuseppe Saronni               | Pierino Gavazzi       | Mario Beccia             |
| 1983 | Francesco Moser                | Alfredo Chinetti      | Giovanni Mantovani       |
| 1984 | Pierino Gavazzi                | Rudy Pevenage         | Davide Cassani           |
| 1985 | Giuseppe Saronni               | Guido Van Calster     | Johan van der Velde      |
| 1986 | Francesco Cesarini             | Acácio da Silva       | Francesco Moser          |
| 1987 | Daniele Caroli                 | Franco Chioccioli     | Silvano Contini          |
| 1988 | Steve Bauer                    | Rodolfo Massi         | Camillo Passera          |
| 1989 | Rolf Sørensen                  | Teun van Vliet        | Enrico Galleschi         |
| 1990 | Adriano Baffi                  | Jos Lieckens          | Asiate Saitov            |
| 1991 | Scott Sunderland               | Giorgio Furlan        | Luc Leblanc              |
| 1992 | Dimitri Zdanov                 | Stefano Colagè        | Christophe Manin         |
| 1993 | Não se disputou                | Não se disputou       | Não se disputou          |
| 1994 | Giorgio Furlan                 | Zbigniew Spruch       | Gianni Bugno             |
| 1995 | Stefano Colagè                 | Adriano Baffi         | Paolo Fornaciari         |
| 1996 | Fabiano Fontanelli             | Alexandre Gontchenkov | Davide Rebellin          |
| 1997 | Michele Coppolillo             | Gabriele Colombo      | Simone Borgheresi        |
| 1998 | Stefano Colagè                 | Massimo Donati        | Andrea Peron             |
| 1999 | Andrea Ferrigato               | Davide Rebellin       | Giuliano Figueras        |
| 2000 | Danilo Di Luca                 | Mirko Celestino       | Davide Rebellin          |
| 2001 | Roberto Petito                 | Sergio Barbero        | Serguei Ivanov           |
| 2002 | Fabio Baldato                  | Massimiliano Gentili  | Giuliano Figueras        |
| 2003 | Miguel Ángel Martín Perdiguero | Enrico Cassani        | Giuliano Figueras        |

## Palmarés por países
| País      | Vitórias |
| --------- | -------- |
| Itália    | 21       |
| Bélgica   | 1        |
| Suécia    | 1        |
| Canadá    | 1        |
| Dinamarca | 1        |
| Austrália | 1        |
| Rússia    | 1        |
| Espanha   | 1        |